# Sophie von Herget-Dittrich
Sophie von Herget-Dittrich (geboren als Sophie Dittrich am 5. November 1844 in Prag, Königreich Böhmen, Kaisertum Österreich; gestorben am 28. Januar 1925 in Prag, Tschechoslowakei) war eine deutsche Pianistin und Präsidentin des Klubs deutscher Künstlerinnen in Prag.

## Leben und Wirken
Sophie Dittrich entstammte einer deutschsprachigen Prager Familie. Sie studierte dort Klavier bei verschiedenen Lehrern. Seit 1863 trat sie regelmäßig mit Klavierkonzerten auf. 1865 gastierte sie erstmals mit einem Solokonzert im Leipziger Gewandhaus.
In den folgenden Jahren galt Sophie Dittrich in Prag als  die erste der hiesigen Pianistinnen und ein Liebling des Publikums. 1868 gastierte sie erneut mit einem Solokonzert in Leipzig im Verein Euterpe und mit zwei Konzerten in Jena, dort auch einmal vierhändig mit Carl Reinecke. Danach konzertierte sie bis 1888 weiterhin in Prag. Über ihre Auftritte berichteten regelmäßig renommierte Musikzeitschriften, u. a. Allgemeine musikalische Zeitung und Neue Zeitschrift für Musik.
1910 wurde Sophie von Herget-Dittrich Präsidentin des Klubs deutscher Künstlerinnen in Prag. In den folgenden Jahren war dieser einer der wichtigsten Organisatoren von Kulturveranstaltungen und Konzerten in der Stadt. 1918 beendete sie diese Tätigkeit.
Sophie (von) Herget-Dittrich war zweimal verheiratet.